# Goniopora burgosi
Goniopora burgosi is een rifkoralensoort uit de familie van de Poritidae. De wetenschappelijke naam van de soort is voor het eerst geldig gepubliceerd in 1955 door Nemenzo.